# Batis di Lampsaco
Batis di Lampsaco (... – III secolo a.C.) è stata una filosofa greca antica, allieva di Epicuro.

## Biografia
Fu sorella di Metrodoro e moglie di Idomeneo. Quando suo figlio morì, Metrodoro le scrisse per consolarla affermando che "tutto il Bene dei mortali è mortale" e che "c'è un certo piacere affine alla tristezza, e una persona dovrebbe dare ad esso la caccia in momenti come questi". Inoltre lo stesso Epicuro, alla morte di Metrodoro avvenuta nel 277 a.C., scrisse una lettera a Batis. 
Nei papiri di Ercolano sono stati rinvenuti, tra gli altri, alcuni frammenti di lettere che potrebbero essere stati composti da Batis.